# Liste des planètes mineures (256001-257000)
Voici la liste des planètes mineures numérotées de 256001 à 257000. Les planètes mineures sont numérotées lorsque leur orbite est confirmée, ce qui peut parfois se produire longtemps après leur découverte. Elles sont classées ici par leur numéro et donc approximativement par leur date de découverte.

## Planètes mineures 256001 à 257000

### 256001-256100
| Nom    | Désignation provisoire | Date de la découverte | Découvreur        |
| ------ | ---------------------- | --------------------- | ----------------- |
| 256001 | 2006 TY121             | 11 octobre 2006       | NEAT              |
| 256002 | 2006 TZ123             | 2 octobre 2006        | Mt. Lemmon Survey |
| 256003 | 2006 TK126             | 3 octobre 2006        | Mt. Lemmon Survey |
| 256004 | 2006 UP                | 16 octobre 2006       | CSS               |
| 256005 | 2006 UY6               | 16 octobre 2006       | CSS               |
| 256006 | 2006 UV7               | 16 octobre 2006       | CSS               |
| 256007 | 2006 UP8               | 16 octobre 2006       | CSS               |
| 256008 | 2006 UW8               | 16 octobre 2006       | CSS               |
| 256009 | 2006 UR9               | 16 octobre 2006       | CSS               |
| 256010 | 2006 UA10              | 16 octobre 2006       | Spacewatch        |
| 256011 | 2006 UF10              | 17 octobre 2006       | CSS               |
| 256012 | 2006 UL10              | 17 octobre 2006       | Mt. Lemmon Survey |
| 256013 | 2006 US13              | 17 octobre 2006       | Mt. Lemmon Survey |
| 256014 | 2006 UC16              | 17 octobre 2006       | Mt. Lemmon Survey |
| 256015 | 2006 UG23              | 16 octobre 2006       | Spacewatch        |
| 256016 | 2006 UY23              | 16 octobre 2006       | Spacewatch        |
| 256017 | 2006 UF24              | 16 octobre 2006       | Spacewatch        |
| 256018 | 2006 UE26              | 16 octobre 2006       | Spacewatch        |
| 256019 | 2006 UG26              | 16 octobre 2006       | Spacewatch        |
| 256020 | 2006 UB28              | 16 octobre 2006       | Spacewatch        |
| 256021 | 2006 UO29              | 16 octobre 2006       | Spacewatch        |
| 256022 | 2006 US29              | 16 octobre 2006       | Spacewatch        |
| 256023 | 2006 UF32              | 16 octobre 2006       | Spacewatch        |
| 256024 | 2006 UZ33              | 16 octobre 2006       | Spacewatch        |
| 256025 | 2006 UJ36              | 16 octobre 2006       | CSS               |
| 256026 | 2006 UQ37              | 16 octobre 2006       | Spacewatch        |
| 256027 | 2006 UF38              | 16 octobre 2006       | Spacewatch        |
| 256028 | 2006 UQ39              | 16 octobre 2006       | Spacewatch        |
| 256029 | 2006 UU40              | 16 octobre 2006       | Spacewatch        |
| 256030 | 2006 UA41              | 16 octobre 2006       | Spacewatch        |
| 256031 | 2006 UH42              | 16 octobre 2006       | Spacewatch        |
| 256032 | 2006 UK45              | 16 octobre 2006       | Spacewatch        |
| 256033 | 2006 UJ47              | 16 octobre 2006       | Bickel, W.        |
| 256034 | 2006 UM53              | 17 octobre 2006       | Mt. Lemmon Survey |
| 256035 | 2006 UQ62              | 19 octobre 2006       | Tucker, R. A.     |
| 256036 | 2006 UX65              | 16 octobre 2006       | CSS               |
| 256037 | 2006 UF68              | 16 octobre 2006       | CSS               |
| 256038 | 2006 UC70              | 16 octobre 2006       | CSS               |
| 256039 | 2006 UO79              | 17 octobre 2006       | Spacewatch        |
| 256040 | 2006 UM81              | 17 octobre 2006       | Spacewatch        |
| 256041 | 2006 UX81              | 17 octobre 2006       | Mt. Lemmon Survey |
| 256042 | 2006 UR82              | 17 octobre 2006       | Spacewatch        |
| 256043 | 2006 UT82              | 17 octobre 2006       | Spacewatch        |
| 256044 | 2006 UU87              | 17 octobre 2006       | Mt. Lemmon Survey |
| 256045 | 2006 UQ88              | 17 octobre 2006       | Spacewatch        |
| 256046 | 2006 UY89              | 17 octobre 2006       | Spacewatch        |
| 256047 | 2006 UH91              | 17 octobre 2006       | Spacewatch        |
| 256048 | 2006 UJ92              | 18 octobre 2006       | Spacewatch        |
| 256049 | 2006 UP99              | 18 octobre 2006       | Spacewatch        |
| 256050 | 2006 UV102             | 18 octobre 2006       | Spacewatch        |
| 256051 | 2006 UY104             | 18 octobre 2006       | Spacewatch        |
| 256052 | 2006 UH120             | 19 octobre 2006       | Spacewatch        |
| 256053 | 2006 UR120             | 19 octobre 2006       | Spacewatch        |
| 256054 | 2006 UX120             | 19 octobre 2006       | Spacewatch        |
| 256055 | 2006 UR121             | 19 octobre 2006       | Spacewatch        |
| 256056 | 2006 UL123             | 19 octobre 2006       | Spacewatch        |
| 256057 | 2006 UT126             | 19 octobre 2006       | Spacewatch        |
| 256058 | 2006 UA132             | 19 octobre 2006       | CSS               |
| 256059 | 2006 UB133             | 19 octobre 2006       | Spacewatch        |
| 256060 | 2006 UY134             | 19 octobre 2006       | NEAT              |
| 256061 | 2006 UX135             | 19 octobre 2006       | Spacewatch        |
| 256062 | 2006 UR136             | 19 octobre 2006       | Mt. Lemmon Survey |
| 256063 | 2006 UY140             | 19 octobre 2006       | Spacewatch        |
| 256064 | 2006 UW142             | 19 octobre 2006       | Spacewatch        |
| 256065 | 2006 UH144             | 19 octobre 2006       | CSS               |
| 256066 | 2006 UD146             | 20 octobre 2006       | Mt. Lemmon Survey |
| 256067 | 2006 UF158             | 21 octobre 2006       | Mt. Lemmon Survey |
| 256068 | 2006 UB172             | 21 octobre 2006       | Mt. Lemmon Survey |
| 256069 | 2006 UV175             | 16 octobre 2006       | CSS               |
| 256070 | 2006 UB176             | 16 octobre 2006       | CSS               |
| 256071 | 2006 UN178             | 16 octobre 2006       | CSS               |
| 256072 | 2006 UQ179             | 16 octobre 2006       | CSS               |
| 256073 | 2006 UF181             | 16 octobre 2006       | CSS               |
| 256074 | 2006 UD182             | 16 octobre 2006       | CSS               |
| 256075 | 2006 UE186             | 17 octobre 2006       | CSS               |
| 256076 | 2006 UF190             | 19 octobre 2006       | CSS               |
| 256077 | 2006 UU191             | 19 octobre 2006       | CSS               |
| 256078 | 2006 UQ200             | 21 octobre 2006       | Spacewatch        |
| 256079 | 2006 UH201             | 21 octobre 2006       | Spacewatch        |
| 256080 | 2006 UL202             | 22 octobre 2006       | CSS               |
| 256081 | 2006 UB203             | 22 octobre 2006       | NEAT              |
| 256082 | 2006 UG203             | 22 octobre 2006       | NEAT              |
| 256083 | 2006 UZ203             | 22 octobre 2006       | NEAT              |
| 256084 | 2006 UR205             | 23 octobre 2006       | Spacewatch        |
| 256085 | 2006 UK207             | 23 octobre 2006       | LINEAR            |
| 256086 | 2006 UX207             | 23 octobre 2006       | Spacewatch        |
| 256087 | 2006 UY207             | 23 octobre 2006       | Spacewatch        |
| 256088 | 2006 UJ213             | 23 octobre 2006       | Spacewatch        |
| 256089 | 2006 UD214             | 23 octobre 2006       | Spacewatch        |
| 256090 | 2006 UO216             | 17 octobre 2006       | Mt. Lemmon Survey |
| 256091 | 2006 UH218             | 27 octobre 2006       | Nyukasa           |
| 256092 | 2006 UE220             | 16 octobre 2006       | CSS               |
| 256093 | 2006 UJ221             | 17 octobre 2006       | CSS               |
| 256094 | 2006 UF229             | 20 octobre 2006       | NEAT              |
| 256095 | 2006 UM229             | 20 octobre 2006       | NEAT              |
| 256096 | 2006 UX234             | 22 octobre 2006       | Mt. Lemmon Survey |
| 256097 | 2006 UK239             | 23 octobre 2006       | Spacewatch        |
| 256098 | 2006 UF244             | 27 octobre 2006       | Mt. Lemmon Survey |
| 256099 | 2006 UG248             | 27 octobre 2006       | Mt. Lemmon Survey |
| 256100 | 2006 UU254             | 27 octobre 2006       | Mt. Lemmon Survey |

### 256101-256200
| Nom    | Désignation provisoire | Date de la découverte | Découvreur           |
| ------ | ---------------------- | --------------------- | -------------------- |
| 256101 | 2006 UT255             | 27 octobre 2006       | Mt. Lemmon Survey    |
| 256102 | 2006 UW260             | 28 octobre 2006       | Mt. Lemmon Survey    |
| 256103 | 2006 UX262             | 29 octobre 2006       | Mt. Lemmon Survey    |
| 256104 | 2006 US265             | 27 octobre 2006       | CSS                  |
| 256105 | 2006 UC266             | 27 octobre 2006       | CSS                  |
| 256106 | 2006 UK271             | 27 octobre 2006       | Mt. Lemmon Survey    |
| 256107 | 2006 UJ272             | 27 octobre 2006       | Mt. Lemmon Survey    |
| 256108 | 2006 UX273             | 27 octobre 2006       | Spacewatch           |
| 256109 | 2006 UG281             | 28 octobre 2006       | Mt. Lemmon Survey    |
| 256110 | 2006 UX282             | 28 octobre 2006       | Spacewatch           |
| 256111 | 2006 UE283             | 28 octobre 2006       | Spacewatch           |
| 256112 | 2006 UX285             | 28 octobre 2006       | Spacewatch           |
| 256113 | 2006 UH290             | 31 octobre 2006       | Spacewatch           |
| 256114 | 2006 UD291             | 22 octobre 2006       | Siding Spring Survey |
| 256115 | 2006 UA295             | 19 octobre 2006       | Buie, M. W.          |
| 256116 | 2006 UW297             | 19 octobre 2006       | Buie, M. W.          |
| 256117 | 2006 UW327             | 20 octobre 2006       | Spacewatch           |
| 256118 | 2006 UQ328             | 19 octobre 2006       | CSS                  |
| 256119 | 2006 UC329             | 21 octobre 2006       | Spacewatch           |
| 256120 | 2006 UM329             | 23 octobre 2006       | CSS                  |
| 256121 | 2006 UM331             | 21 octobre 2006       | Mt. Lemmon Survey    |
| 256122 | 2006 UK333             | 22 octobre 2006       | Becker, A. C.        |
| 256123 | 2006 UZ334             | 21 octobre 2006       | Spacewatch           |
| 256124 | 2006 UK337             | 20 octobre 2006       | Mt. Lemmon Survey    |
| 256125 | 2006 UR337             | 17 octobre 2006       | CSS                  |
| 256126 | 2006 UW346             | 28 octobre 2006       | CSS                  |
| 256127 | 2006 UX358             | 19 octobre 2006       | Mt. Lemmon Survey    |
| 256128 | 2006 VD                | 1er novembre 2006     | Young, J. W.         |
| 256129 | 2006 VS1               | 2 novembre 2006       | Mt. Lemmon Survey    |
| 256130 | 2006 VF3               | 9 novembre 2006       | Spacewatch           |
| 256131 | 2006 VR5               | 10 novembre 2006      | Spacewatch           |
| 256132 | 2006 VY6               | 10 novembre 2006      | Spacewatch           |
| 256133 | 2006 VK7               | 10 novembre 2006      | Spacewatch           |
| 256134 | 2006 VQ10              | 11 novembre 2006      | CSS                  |
| 256135 | 2006 VN12              | 11 novembre 2006      | Spacewatch           |
| 256136 | 2006 VU12              | 11 novembre 2006      | Tucker, R. A.        |
| 256137 | 2006 VZ12              | 1er novembre 2006     | CSS                  |
| 256138 | 2006 VQ15              | 9 novembre 2006       | Spacewatch           |
| 256139 | 2006 VJ19              | 9 novembre 2006       | Spacewatch           |
| 256140 | 2006 VL19              | 9 novembre 2006       | Spacewatch           |
| 256141 | 2006 VF20              | 9 novembre 2006       | Spacewatch           |
| 256142 | 2006 VM22              | 10 novembre 2006      | Spacewatch           |
| 256143 | 2006 VA25              | 10 novembre 2006      | Spacewatch           |
| 256144 | 2006 VD26              | 10 novembre 2006      | Spacewatch           |
| 256145 | 2006 VF30              | 10 novembre 2006      | Spacewatch           |
| 256146 | 2006 VM30              | 10 novembre 2006      | Spacewatch           |
| 256147 | 2006 VQ31              | 11 novembre 2006      | Spacewatch           |
| 256148 | 2006 VW31              | 11 novembre 2006      | Spacewatch           |
| 256149 | 2006 VU33              | 11 novembre 2006      | Mt. Lemmon Survey    |
| 256150 | 2006 VE34              | 11 novembre 2006      | CSS                  |
| 256151 | 2006 VH34              | 11 novembre 2006      | CSS                  |
| 256152 | 2006 VU36              | 11 novembre 2006      | CSS                  |
| 256153 | 2006 VA42              | 12 novembre 2006      | Mt. Lemmon Survey    |
| 256154 | 2006 VU43              | 13 novembre 2006      | Spacewatch           |
| 256155 | 2006 VO44              | 15 novembre 2006      | LINEAR               |
| 256156 | 2006 VJ48              | 10 novembre 2006      | Spacewatch           |
| 256157 | 2006 VX48              | 10 novembre 2006      | Spacewatch           |
| 256158 | 2006 VO49              | 10 novembre 2006      | Spacewatch           |
| 256159 | 2006 VF50              | 10 novembre 2006      | Spacewatch           |
| 256160 | 2006 VZ50              | 10 novembre 2006      | Spacewatch           |
| 256161 | 2006 VN52              | 11 novembre 2006      | Spacewatch           |
| 256162 | 2006 VD53              | 11 novembre 2006      | Spacewatch           |
| 256163 | 2006 VL53              | 11 novembre 2006      | Spacewatch           |
| 256164 | 2006 VP53              | 11 novembre 2006      | Spacewatch           |
| 256165 | 2006 VW54              | 11 novembre 2006      | Spacewatch           |
| 256166 | 2006 VG55              | 11 novembre 2006      | Spacewatch           |
| 256167 | 2006 VK55              | 11 novembre 2006      | Spacewatch           |
| 256168 | 2006 VX55              | 11 novembre 2006      | Spacewatch           |
| 256169 | 2006 VB56              | 11 novembre 2006      | Spacewatch           |
| 256170 | 2006 VO61              | 11 novembre 2006      | Spacewatch           |
| 256171 | 2006 VT63              | 11 novembre 2006      | Spacewatch           |
| 256172 | 2006 VD64              | 11 novembre 2006      | Spacewatch           |
| 256173 | 2006 VM65              | 11 novembre 2006      | Spacewatch           |
| 256174 | 2006 VS67              | 11 novembre 2006      | Spacewatch           |
| 256175 | 2006 VZ67              | 11 novembre 2006      | Spacewatch           |
| 256176 | 2006 VG68              | 11 novembre 2006      | Spacewatch           |
| 256177 | 2006 VP68              | 11 novembre 2006      | CSS                  |
| 256178 | 2006 VD69              | 11 novembre 2006      | CSS                  |
| 256179 | 2006 VY69              | 11 novembre 2006      | Spacewatch           |
| 256180 | 2006 VT71              | 11 novembre 2006      | Mt. Lemmon Survey    |
| 256181 | 2006 VM73              | 11 novembre 2006      | Mt. Lemmon Survey    |
| 256182 | 2006 VW73              | 11 novembre 2006      | Mt. Lemmon Survey    |
| 256183 | 2006 VE74              | 11 novembre 2006      | Spacewatch           |
| 256184 | 2006 VC75              | 11 novembre 2006      | Mt. Lemmon Survey    |
| 256185 | 2006 VS75              | 11 novembre 2006      | Spacewatch           |
| 256186 | 2006 VQ77              | 12 novembre 2006      | Mt. Lemmon Survey    |
| 256187 | 2006 VH78              | 12 novembre 2006      | Mt. Lemmon Survey    |
| 256188 | 2006 VO79              | 12 novembre 2006      | Mt. Lemmon Survey    |
| 256189 | 2006 VD80              | 12 novembre 2006      | Mt. Lemmon Survey    |
| 256190 | 2006 VC84              | 13 novembre 2006      | Mt. Lemmon Survey    |
| 256191 | 2006 VX84              | 13 novembre 2006      | Mt. Lemmon Survey    |
| 256192 | 2006 VU85              | 14 novembre 2006      | Spacewatch           |
| 256193 | 2006 VP87              | 14 novembre 2006      | CSS                  |
| 256194 | 2006 VD88              | 14 novembre 2006      | Mt. Lemmon Survey    |
| 256195 | 2006 VY88              | 14 novembre 2006      | LINEAR               |
| 256196 | 2006 VG89              | 14 novembre 2006      | LINEAR               |
| 256197 | 2006 VH89              | 14 novembre 2006      | LINEAR               |
| 256198 | 2006 VA90              | 14 novembre 2006      | Spacewatch           |
| 256199 | 2006 VD90              | 14 novembre 2006      | LINEAR               |
| 256200 | 2006 VY92              | 15 novembre 2006      | Mt. Lemmon Survey    |

### 256201-256300
| Nom    | Désignation provisoire | Date de la découverte | Découvreur              |
| ------ | ---------------------- | --------------------- | ----------------------- |
| 256201 | 2006 VW93              | 15 novembre 2006      | Mt. Lemmon Survey       |
| 256202 | 2006 VV94              | 15 novembre 2006      | Mt. Lemmon Survey       |
| 256203 | 2006 VW94              | 15 novembre 2006      | Mt. Lemmon Survey       |
| 256204 | 2006 VY94              | 15 novembre 2006      | Spacewatch              |
| 256205 | 2006 VB96              | 10 novembre 2006      | Spacewatch              |
| 256206 | 2006 VV96              | 10 novembre 2006      | Spacewatch              |
| 256207 | 2006 VD103             | 12 novembre 2006      | Mt. Lemmon Survey       |
| 256208 | 2006 VG103             | 12 novembre 2006      | Lin, H.-C., Ye, Q.-z.   |
| 256209 | 2006 VW103             | 12 novembre 2006      | Lin, H.-C., Ye, Q.-z.   |
| 256210 | 2006 VN111             | 13 novembre 2006      | Spacewatch              |
| 256211 | 2006 VR111             | 13 novembre 2006      | Spacewatch              |
| 256212 | 2006 VG112             | 13 novembre 2006      | CSS                     |
| 256213 | 2006 VS113             | 13 novembre 2006      | Mt. Lemmon Survey       |
| 256214 | 2006 VD117             | 14 novembre 2006      | Spacewatch              |
| 256215 | 2006 VH117             | 14 novembre 2006      | Spacewatch              |
| 256216 | 2006 VD122             | 14 novembre 2006      | LINEAR                  |
| 256217 | 2006 VF123             | 14 novembre 2006      | Spacewatch              |
| 256218 | 2006 VN123             | 14 novembre 2006      | LINEAR                  |
| 256219 | 2006 VW124             | 14 novembre 2006      | Spacewatch              |
| 256220 | 2006 VB129             | 15 novembre 2006      | Spacewatch              |
| 256221 | 2006 VB132             | 15 novembre 2006      | Spacewatch              |
| 256222 | 2006 VE134             | 15 novembre 2006      | Mt. Lemmon Survey       |
| 256223 | 2006 VV139             | 15 novembre 2006      | Spacewatch              |
| 256224 | 2006 VV140             | 15 novembre 2006      | Spacewatch              |
| 256225 | 2006 VY144             | 15 novembre 2006      | CSS                     |
| 256226 | 2006 VS146             | 15 novembre 2006      | Spacewatch              |
| 256227 | 2006 VU146             | 15 novembre 2006      | Mt. Lemmon Survey       |
| 256228 | 2006 VY146             | 15 novembre 2006      | Mt. Lemmon Survey       |
| 256229 | 2006 VC148             | 15 novembre 2006      | CSS                     |
| 256230 | 2006 VO149             | 2 novembre 2006       | CSS                     |
| 256231 | 2006 VG151             | 9 novembre 2006       | NEAT                    |
| 256232 | 2006 VV151             | 9 novembre 2006       | NEAT                    |
| 256233 | 2006 VA152             | 9 novembre 2006       | NEAT                    |
| 256234 | 2006 VD152             | 9 novembre 2006       | NEAT                    |
| 256235 | 2006 VH153             | 8 novembre 2006       | NEAT                    |
| 256236 | 2006 VK154             | 8 novembre 2006       | NEAT                    |
| 256237 | 2006 VM172             | 12 novembre 2006      | CSS                     |
| 256238 | 2006 WD                | 16 novembre 2006      | Yeung, W. K. Y.         |
| 256239 | 2006 WC5               | 16 novembre 2006      | Spacewatch              |
| 256240 | 2006 WK13              | 16 novembre 2006      | Mt. Lemmon Survey       |
| 256241 | 2006 WN13              | 16 novembre 2006      | Mt. Lemmon Survey       |
| 256242 | 2006 WR13              | 16 novembre 2006      | Mt. Lemmon Survey       |
| 256243 | 2006 WG15              | 16 novembre 2006      | Chang, M.-T., Ye, Q.-z. |
| 256244 | 2006 WM16              | 17 novembre 2006      | Spacewatch              |
| 256245 | 2006 WW23              | 17 novembre 2006      | Mt. Lemmon Survey       |
| 256246 | 2006 WM24              | 17 novembre 2006      | Mt. Lemmon Survey       |
| 256247 | 2006 WS26              | 18 novembre 2006      | LINEAR                  |
| 256248 | 2006 WD27              | 18 novembre 2006      | Spacewatch              |
| 256249 | 2006 WC28              | 22 novembre 2006      | Yeung, W. K. Y.         |
| 256250 | 2006 WE28              | 22 novembre 2006      | Yeung, W. K. Y.         |
| 256251 | 2006 WF28              | 22 novembre 2006      | Yeung, W. K. Y.         |
| 256252 | 2006 WC29              | 19 novembre 2006      | Spacewatch              |
| 256253 | 2006 WE36              | 16 novembre 2006      | Spacewatch              |
| 256254 | 2006 WO40              | 16 novembre 2006      | Spacewatch              |
| 256255 | 2006 WR44              | 16 novembre 2006      | Spacewatch              |
| 256256 | 2006 WV48              | 16 novembre 2006      | Mt. Lemmon Survey       |
| 256257 | 2006 WA49              | 16 novembre 2006      | Mt. Lemmon Survey       |
| 256258 | 2006 WB51              | 16 novembre 2006      | Spacewatch              |
| 256259 | 2006 WL52              | 16 novembre 2006      | Spacewatch              |
| 256260 | 2006 WH54              | 16 novembre 2006      | Spacewatch              |
| 256261 | 2006 WN55              | 16 novembre 2006      | Spacewatch              |
| 256262 | 2006 WS63              | 17 novembre 2006      | Mt. Lemmon Survey       |
| 256263 | 2006 WH66              | 17 novembre 2006      | Mt. Lemmon Survey       |
| 256264 | 2006 WW70              | 18 novembre 2006      | Spacewatch              |
| 256265 | 2006 WA74              | 18 novembre 2006      | Spacewatch              |
| 256266 | 2006 WG76              | 18 novembre 2006      | Spacewatch              |
| 256267 | 2006 WJ76              | 18 novembre 2006      | Spacewatch              |
| 256268 | 2006 WP80              | 18 novembre 2006      | Spacewatch              |
| 256269 | 2006 WE81              | 18 novembre 2006      | Spacewatch              |
| 256270 | 2006 WV82              | 18 novembre 2006      | Spacewatch              |
| 256271 | 2006 WL88              | 18 novembre 2006      | Mt. Lemmon Survey       |
| 256272 | 2006 WA90              | 18 novembre 2006      | Spacewatch              |
| 256273 | 2006 WK90              | 18 novembre 2006      | Mt. Lemmon Survey       |
| 256274 | 2006 WE91              | 19 novembre 2006      | Spacewatch              |
| 256275 | 2006 WZ94              | 19 novembre 2006      | Spacewatch              |
| 256276 | 2006 WJ98              | 19 novembre 2006      | Spacewatch              |
| 256277 | 2006 WV98              | 19 novembre 2006      | Spacewatch              |
| 256278 | 2006 WH104             | 19 novembre 2006      | Spacewatch              |
| 256279 | 2006 WQ104             | 19 novembre 2006      | Spacewatch              |
| 256280 | 2006 WX104             | 19 novembre 2006      | Spacewatch              |
| 256281 | 2006 WK105             | 19 novembre 2006      | Spacewatch              |
| 256282 | 2006 WT105             | 19 novembre 2006      | Spacewatch              |
| 256283 | 2006 WQ112             | 19 novembre 2006      | Spacewatch              |
| 256284 | 2006 WJ115             | 20 novembre 2006      | LINEAR                  |
| 256285 | 2006 WZ115             | 20 novembre 2006      | LINEAR                  |
| 256286 | 2006 WC116             | 20 novembre 2006      | LINEAR                  |
| 256287 | 2006 WN120             | 21 novembre 2006      | LINEAR                  |
| 256288 | 2006 WE124             | 22 novembre 2006      | Mt. Lemmon Survey       |
| 256289 | 2006 WF127             | 22 novembre 2006      | Mt. Lemmon Survey       |
| 256290 | 2006 WL128             | 26 novembre 2006      | Yeung, W. K. Y.         |
| 256291 | 2006 WZ129             | 26 novembre 2006      | Bickel, W.              |
| 256292 | 2006 WF130             | 28 novembre 2006      | Yeung, W. K. Y.         |
| 256293 | 2006 WY131             | 18 novembre 2006      | Spacewatch              |
| 256294 | 2006 WL132             | 18 novembre 2006      | Spacewatch              |
| 256295 | 2006 WS134             | 18 novembre 2006      | Mt. Lemmon Survey       |
| 256296 | 2006 WC135             | 18 novembre 2006      | CSS                     |
| 256297 | 2006 WE136             | 19 novembre 2006      | Spacewatch              |
| 256298 | 2006 WU136             | 19 novembre 2006      | LINEAR                  |
| 256299 | 2006 WJ139             | 19 novembre 2006      | Spacewatch              |
| 256300 | 2006 WK140             | 19 novembre 2006      | Yeung, W. K. Y.         |

### 256301-256400
| Nom                      | Désignation provisoire | Date de la découverte | Découvreur        |
| ------------------------ | ---------------------- | --------------------- | ----------------- |
| 256301                   | 2006 WF150             | 20 novembre 2006      | Spacewatch        |
| 256302                   | 2006 WQ166             | 23 novembre 2006      | Spacewatch        |
| 256303                   | 2006 WW173             | 23 novembre 2006      | Spacewatch        |
| 256304                   | 2006 WD176             | 23 novembre 2006      | Spacewatch        |
| 256305                   | 2006 WM178             | 23 novembre 2006      | Mt. Lemmon Survey |
| 256306                   | 2006 WG184             | 25 novembre 2006      | Mt. Lemmon Survey |
| 256307                   | 2006 WN185             | 16 novembre 2006      | CSS               |
| 256308                   | 2006 WO185             | 16 novembre 2006      | CSS               |
| 256309                   | 2006 WJ186             | 17 novembre 2006      | NEAT              |
| 256310                   | 2006 WL186             | 17 novembre 2006      | NEAT              |
| 256311                   | 2006 WR189             | 25 novembre 2006      | Mt. Lemmon Survey |
| 256312                   | 2006 WU190             | 25 novembre 2006      | Spacewatch        |
| 256313                   | 2006 WW191             | 27 novembre 2006      | CSS               |
| 256314                   | 2006 WE193             | 27 novembre 2006      | Spacewatch        |
| 256315                   | 2006 WS193             | 27 novembre 2006      | Mt. Lemmon Survey |
| 256316                   | 2006 WX193             | 27 novembre 2006      | Spacewatch        |
| 256317                   | 2006 WA194             | 27 novembre 2006      | Spacewatch        |
| 256318                   | 2006 WA199             | 17 novembre 2006      | Spacewatch        |
| 256319                   | 2006 XB4               | 14 décembre 2006      | Cordell-Lorenz    |
| 256320                   | 2006 XK5               | 5 décembre 2006       | NEAT              |
| 256321                   | 2006 XL6               | 9 décembre 2006       | NEAT              |
| 256322                   | 2006 XN6               | 9 décembre 2006       | NEAT              |
| 256323                   | 2006 XQ7               | 9 décembre 2006       | Spacewatch        |
| 256324                   | 2006 XY11              | 10 décembre 2006      | Spacewatch        |
| 256325                   | 2006 XA18              | 10 décembre 2006      | Spacewatch        |
| 256326                   | 2006 XK18              | 10 décembre 2006      | Spacewatch        |
| 256327                   | 2006 XL18              | 10 décembre 2006      | Spacewatch        |
| 256328                   | 2006 XJ21              | 12 décembre 2006      | LINEAR            |
| 256329                   | 2006 XD23              | 12 décembre 2006      | Spacewatch        |
| 256330                   | 2006 XF25              | 12 décembre 2006      | Mt. Lemmon Survey |
| 256331                   | 2006 XV25              | 12 décembre 2006      | CSS               |
| 256332                   | 2006 XN26              | 12 décembre 2006      | CSS               |
| 256333                   | 2006 XM27              | 13 décembre 2006      | Spacewatch        |
| 256334                   | 2006 XP27              | 13 décembre 2006      | Spacewatch        |
| 256335                   | 2006 XQ27              | 13 décembre 2006      | Spacewatch        |
| 256336                   | 2006 XS27              | 13 décembre 2006      | Spacewatch        |
| 256337                   | 2006 XS28              | 13 décembre 2006      | CSS               |
| 256338                   | 2006 XR29              | 13 décembre 2006      | Mt. Lemmon Survey |
| 256339                   | 2006 XM30              | 13 décembre 2006      | Mt. Lemmon Survey |
| 256340                   | 2006 XP30              | 13 décembre 2006      | Spacewatch        |
| 256341                   | 2006 XO31              | 10 décembre 2006      | Ferrando, R.      |
| 256342                   | 2006 XE34              | 11 décembre 2006      | Spacewatch        |
| 256343                   | 2006 XA36              | 11 décembre 2006      | CSS               |
| 256344                   | 2006 XC37              | 11 décembre 2006      | Spacewatch        |
| 256345                   | 2006 XG39              | 11 décembre 2006      | Spacewatch        |
| 256346                   | 2006 XP40              | 12 décembre 2006      | Spacewatch        |
| 256347                   | 2006 XT42              | 12 décembre 2006      | Mt. Lemmon Survey |
| 256348                   | 2006 XW42              | 12 décembre 2006      | Mt. Lemmon Survey |
| 256349                   | 2006 XF43              | 12 décembre 2006      | Mt. Lemmon Survey |
| 256350                   | 2006 XX45              | 13 décembre 2006      | CSS               |
| 256351                   | 2006 XT47              | 13 décembre 2006      | Spacewatch        |
| 256352                   | 2006 XB48              | 13 décembre 2006      | LINEAR            |
| 256353                   | 2006 XG54              | 15 décembre 2006      | LINEAR            |
| 256354                   | 2006 XG55              | 15 décembre 2006      | CSS               |
| 256355                   | 2006 XW55              | 11 décembre 2006      | LINEAR            |
| 256356                   | 2006 XZ56              | 13 décembre 2006      | CSS               |
| 256357                   | 2006 XH57              | 14 décembre 2006      | CSS               |
| 256358                   | 2006 XR57              | 14 décembre 2006      | Mt. Lemmon Survey |
| 256359                   | 2006 XR58              | 14 décembre 2006      | Spacewatch        |
| 256360                   | 2006 XG59              | 14 décembre 2006      | Spacewatch        |
| 256361                   | 2006 XN59              | 14 décembre 2006      | Spacewatch        |
| 256362                   | 2006 XE64              | 12 décembre 2006      | NEAT              |
| 256363                   | 2006 XL64              | 12 décembre 2006      | LINEAR            |
| 256364                   | 2006 XW64              | 12 décembre 2006      | NEAT              |
| 256365                   | 2006 XX64              | 12 décembre 2006      | NEAT              |
| 256366                   | 2006 XF66              | 12 décembre 2006      | NEAT              |
| 256367                   | 2006 XH67              | 14 décembre 2006      | NEAT              |
| 256368                   | 2006 YV2               | 22 décembre 2006      | Yeung, W. K. Y.   |
| (256369) Vilain          | 2006 YB3               | 20 décembre 2006      | Christophe, B.    |
| 256370                   | 2006 YS3               | 16 décembre 2006      | LINEAR            |
| 256371                   | 2006 YA5               | 17 décembre 2006      | Mt. Lemmon Survey |
| 256372                   | 2006 YV9               | 21 décembre 2006      | Spacewatch        |
| 256373                   | 2006 YD10              | 21 décembre 2006      | Mt. Lemmon Survey |
| (256374) Danielpequignot | 2006 YZ13              | 22 décembre 2006      | Christophe, B.    |
| 256375                   | 2006 YW14              | 24 décembre 2006      | Sheridan, E.      |
| 256376                   | 2006 YM16              | 21 décembre 2006      | LONEOS            |
| 256377                   | 2006 YZ16              | 21 décembre 2006      | Mt. Lemmon Survey |
| 256378                   | 2006 YG18              | 22 décembre 2006      | LINEAR            |
| 256379                   | 2006 YT18              | 23 décembre 2006      | Mt. Lemmon Survey |
| 256380                   | 2006 YW25              | 21 décembre 2006      | Spacewatch        |
| 256381                   | 2006 YH26              | 21 décembre 2006      | Spacewatch        |
| 256382                   | 2006 YR26              | 21 décembre 2006      | Spacewatch        |
| 256383                   | 2006 YF34              | 21 décembre 2006      | Spacewatch        |
| 256384                   | 2006 YS35              | 21 décembre 2006      | Spacewatch        |
| 256385                   | 2006 YS37              | 21 décembre 2006      | Spacewatch        |
| 256386                   | 2006 YZ37              | 21 décembre 2006      | Spacewatch        |
| 256387                   | 2006 YH39              | 22 décembre 2006      | Spacewatch        |
| 256388                   | 2006 YE42              | 22 décembre 2006      | Spacewatch        |
| 256389                   | 2006 YU43              | 25 décembre 2006      | LONEOS            |
| 256390                   | 2006 YS44              | 26 décembre 2006      | Eskridge          |
| 256391                   | 2006 YA45              | 28 décembre 2006      | Kocher, P.        |
| 256392                   | 2006 YB50              | 21 décembre 2006      | Buie, M. W.       |
| 256393                   | 2006 YH51              | 24 décembre 2006      | Spacewatch        |
| 256394                   | 2006 YL51              | 27 décembre 2006      | Mt. Lemmon Survey |
| 256395                   | 2006 YA55              | 21 décembre 2006      | Spacewatch        |
| 256396                   | 2007 AZ1               | 9 janvier 2007        | Lowe, A.          |
| 256397                   | 2007 AD5               | 8 janvier 2007        | Mt. Lemmon Survey |
| 256398                   | 2007 AT7               | 9 janvier 2007        | NEAT              |
| 256399                   | 2007 AU7               | 9 janvier 2007        | NEAT              |
| 256400                   | 2007 AS10              | 10 janvier 2007       | Mt. Lemmon Survey |

### 256401-256500
| Nom    | Désignation provisoire | Date de la découverte | Découvreur                        |
| ------ | ---------------------- | --------------------- | --------------------------------- |
| 256401 | 2007 AZ11              | 15 janvier 2007       | CSS                               |
| 256402 | 2007 AR15              | 10 janvier 2007       | Mt. Lemmon Survey                 |
| 256403 | 2007 AJ16              | 10 janvier 2007       | Mt. Lemmon Survey                 |
| 256404 | 2007 AY17              | 14 janvier 2007       | Nyukasa                           |
| 256405 | 2007 AJ18              | 9 janvier 2007        | CSS                               |
| 256406 | 2007 AP18              | 10 janvier 2007       | CSS                               |
| 256407 | 2007 AV18              | 10 janvier 2007       | LINEAR                            |
| 256408 | 2007 AW18              | 10 janvier 2007       | CSS                               |
| 256409 | 2007 AT22              | 10 janvier 2007       | CSS                               |
| 256410 | 2007 AX25              | 15 janvier 2007       | LONEOS                            |
| 256411 | 2007 AC28              | 10 janvier 2007       | Mt. Lemmon Survey                 |
| 256412 | 2007 BT2               | 17 janvier 2007       | CSS                               |
| 256413 | 2007 BJ6               | 17 janvier 2007       | NEAT                              |
| 256414 | 2007 BG9               | 17 janvier 2007       | CSS                               |
| 256415 | 2007 BT9               | 17 janvier 2007       | Spacewatch                        |
| 256416 | 2007 BV10              | 17 janvier 2007       | Spacewatch                        |
| 256417 | 2007 BY14              | 17 janvier 2007       | Spacewatch                        |
| 256418 | 2007 BE15              | 17 janvier 2007       | Spacewatch                        |
| 256419 | 2007 BH21              | 24 janvier 2007       | LINEAR                            |
| 256420 | 2007 BJ22              | 24 janvier 2007       | LINEAR                            |
| 256421 | 2007 BE23              | 24 janvier 2007       | Mt. Lemmon Survey                 |
| 256422 | 2007 BD34              | 24 janvier 2007       | Mt. Lemmon Survey                 |
| 256423 | 2007 BW36              | 24 janvier 2007       | CSS                               |
| 256424 | 2007 BU44              | 25 janvier 2007       | CSS                               |
| 256425 | 2007 BY46              | 26 janvier 2007       | Spacewatch                        |
| 256426 | 2007 BU49              | 25 janvier 2007       | CSS                               |
| 256427 | 2007 BY53              | 24 janvier 2007       | Spacewatch                        |
| 256428 | 2007 BQ55              | 24 janvier 2007       | LINEAR                            |
| 256429 | 2007 BD61              | 27 janvier 2007       | Mt. Lemmon Survey                 |
| 256430 | 2007 BG69              | 27 janvier 2007       | Mt. Lemmon Survey                 |
| 256431 | 2007 BG73              | 29 janvier 2007       | Cordell-Lorenz                    |
| 256432 | 2007 BD74              | 17 janvier 2007       | Spacewatch                        |
| 256433 | 2007 BS77              | 27 janvier 2007       | Mt. Lemmon Survey                 |
| 256434 | 2007 CJ                | 5 février 2007        | NEAT                              |
| 256435 | 2007 CH5               | 7 février 2007        | Lowe, A.                          |
| 256436 | 2007 CS10              | 6 février 2007        | Mt. Lemmon Survey                 |
| 256437 | 2007 CA12              | 6 février 2007        | Spacewatch                        |
| 256438 | 2007 CM14              | 7 février 2007        | Mt. Lemmon Survey                 |
| 256439 | 2007 CN15              | 5 février 2007        | NEAT                              |
| 256440 | 2007 CJ16              | 7 février 2007        | Spacewatch                        |
| 256441 | 2007 CD22              | 6 février 2007        | Mt. Lemmon Survey                 |
| 256442 | 2007 CJ22              | 6 février 2007        | Mt. Lemmon Survey                 |
| 256443 | 2007 CK28              | 6 février 2007        | Spacewatch                        |
| 256444 | 2007 CG29              | 6 février 2007        | Mt. Lemmon Survey                 |
| 256445 | 2007 CC36              | 6 février 2007        | Mt. Lemmon Survey                 |
| 256446 | 2007 CM41              | 7 février 2007        | Spacewatch                        |
| 256447 | 2007 CQ41              | 7 février 2007        | Spacewatch                        |
| 256448 | 2007 CR41              | 7 février 2007        | Spacewatch                        |
| 256449 | 2007 CC43              | 7 février 2007        | Mt. Lemmon Survey                 |
| 256450 | 2007 CV44              | 8 février 2007        | NEAT                              |
| 256451 | 2007 CQ46              | 8 février 2007        | NEAT                              |
| 256452 | 2007 CN47              | 9 février 2007        | Ries, W.                          |
| 256453 | 2007 CD49              | 10 février 2007       | Mt. Lemmon Survey                 |
| 256454 | 2007 CK53              | 15 février 2007       | CSS                               |
| 256455 | 2007 CR53              | 15 février 2007       | NEAT                              |
| 256456 | 2007 CX54              | 15 février 2007       | Bickel, W.                        |
| 256457 | 2007 CW57              | 9 février 2007        | CSS                               |
| 256458 | 2007 CE60              | 10 février 2007       | CSS                               |
| 256459 | 2007 CQ65              | 8 février 2007        | Mt. Lemmon Survey                 |
| 256460 | 2007 DL                | 17 février 2007       | LINEAR                            |
| 256461 | 2007 DV7               | 18 février 2007       | Calvin College                    |
| 256462 | 2007 DD12              | 16 février 2007       | NEAT                              |
| 256463 | 2007 DJ12              | 16 février 2007       | NEAT                              |
| 256464 | 2007 DU13              | 17 février 2007       | Spacewatch                        |
| 256465 | 2007 DE22              | 17 février 2007       | Spacewatch                        |
| 256466 | 2007 DF23              | 17 février 2007       | Spacewatch                        |
| 256467 | 2007 DU29              | 17 février 2007       | Spacewatch                        |
| 256468 | 2007 DK34              | 17 février 2007       | Spacewatch                        |
| 256469 | 2007 DT34              | 17 février 2007       | Spacewatch                        |
| 256470 | 2007 DC36              | 17 février 2007       | Spacewatch                        |
| 256471 | 2007 DE38              | 17 février 2007       | Spacewatch                        |
| 256472 | 2007 DR45              | 21 février 2007       | Spacewatch                        |
| 256473 | 2007 DH49              | 18 février 2007       | Astronomical Research Observatory |
| 256474 | 2007 DF55              | 21 février 2007       | LINEAR                            |
| 256475 | 2007 DF57              | 21 février 2007       | Mt. Lemmon Survey                 |
| 256476 | 2007 DF61              | 25 février 2007       | Stevens, B. L.                    |
| 256477 | 2007 DN64              | 21 février 2007       | Spacewatch                        |
| 256478 | 2007 DO93              | 23 février 2007       | Spacewatch                        |
| 256479 | 2007 DV93              | 23 février 2007       | Spacewatch                        |
| 256480 | 2007 DG95              | 23 février 2007       | Spacewatch                        |
| 256481 | 2007 DU101             | 27 février 2007       | Hug, G.                           |
| 256482 | 2007 DV101             | 24 février 2007       | Nyukasa                           |
| 256483 | 2007 DJ110             | 17 février 2007       | Mt. Lemmon Survey                 |
| 256484 | 2007 DN110             | 17 février 2007       | Spacewatch                        |
| 256485 | 2007 DK111             | 25 février 2007       | Spacewatch                        |
| 256486 | 2007 EN8               | 9 mars 2007           | Mt. Lemmon Survey                 |
| 256487 | 2007 EP12              | 9 mars 2007           | NEAT                              |
| 256488 | 2007 EQ13              | 9 mars 2007           | Mt. Lemmon Survey                 |
| 256489 | 2007 EJ14              | 9 mars 2007           | NEAT                              |
| 256490 | 2007 EZ14              | 9 mars 2007           | Mt. Lemmon Survey                 |
| 256491 | 2007 EP17              | 9 mars 2007           | Mt. Lemmon Survey                 |
| 256492 | 2007 EJ44              | 9 mars 2007           | Spacewatch                        |
| 256493 | 2007 EZ45              | 9 mars 2007           | Mt. Lemmon Survey                 |
| 256494 | 2007 EM47              | 9 mars 2007           | Mt. Lemmon Survey                 |
| 256495 | 2007 EQ51              | 11 mars 2007          | Mt. Lemmon Survey                 |
| 256496 | 2007 ES56              | 10 mars 2007          | Hug, G.                           |
| 256497 | 2007 ER57              | 9 mars 2007           | CSS                               |
| 256498 | 2007 EN58              | 9 mars 2007           | Mt. Lemmon Survey                 |
| 256499 | 2007 EH69              | 10 mars 2007          | Spacewatch                        |
| 256500 | 2007 EW78              | 10 mars 2007          | NEAT                              |

### 256501-256600
| Nom                  | Désignation provisoire | Date de la découverte | Découvreur                        |
| -------------------- | ---------------------- | --------------------- | --------------------------------- |
| 256501               | 2007 ED83              | 12 mars 2007          | Spacewatch                        |
| 256502               | 2007 ES88              | 9 mars 2007           | Spacewatch                        |
| 256503               | 2007 EY89              | 9 mars 2007           | Mt. Lemmon Survey                 |
| 256504               | 2007 EG92              | 10 mars 2007          | Spacewatch                        |
| 256505               | 2007 EY98              | 11 mars 2007          | Spacewatch                        |
| 256506               | 2007 ES99              | 11 mars 2007          | Spacewatch                        |
| 256507               | 2007 EP105             | 11 mars 2007          | Mt. Lemmon Survey                 |
| 256508               | 2007 EZ105             | 11 mars 2007          | Spacewatch                        |
| 256509               | 2007 EH123             | 14 mars 2007          | Mt. Lemmon Survey                 |
| 256510               | 2007 ER125             | 11 mars 2007          | Spacewatch                        |
| 256511               | 2007 EU129             | 9 mars 2007           | Mt. Lemmon Survey                 |
| 256512               | 2007 EB137             | 11 mars 2007          | Spacewatch                        |
| 256513               | 2007 ES156             | 12 mars 2007          | Spacewatch                        |
| 256514               | 2007 EW156             | 12 mars 2007          | Spacewatch                        |
| 256515               | 2007 EV165             | 13 mars 2007          | Crni Vrh                          |
| 256516               | 2007 EL166             | 11 mars 2007          | Spacewatch                        |
| 256517               | 2007 ER172             | 14 mars 2007          | Spacewatch                        |
| 256518               | 2007 EG181             | 14 mars 2007          | Spacewatch                        |
| 256519               | 2007 EK188             | 13 mars 2007          | Mt. Lemmon Survey                 |
| 256520               | 2007 EM200             | 14 mars 2007          | LONEOS                            |
| 256521               | 2007 EN204             | 11 mars 2007          | Spacewatch                        |
| 256522               | 2007 EE207             | 14 mars 2007          | CSS                               |
| 256523               | 2007 EH212             | 8 mars 2007           | NEAT                              |
| 256524               | 2007 EB213             | 11 mars 2007          | Siding Spring Survey              |
| 256525               | 2007 EX213             | 11 mars 2007          | Mt. Lemmon Survey                 |
| 256526               | 2007 EF214             | 13 mars 2007          | Mt. Lemmon Survey                 |
| 256527               | 2007 EA215             | 14 mars 2007          | Mt. Lemmon Survey                 |
| 256528               | 2007 EZ219             | 12 mars 2007          | Mt. Lemmon Survey                 |
| 256529               | 2007 FK                | 16 mars 2007          | Mt. Lemmon Survey                 |
| 256530               | 2007 FQ22              | 20 mars 2007          | Spacewatch                        |
| 256531               | 2007 FR23              | 20 mars 2007          | Spacewatch                        |
| 256532               | 2007 FO26              | 20 mars 2007          | Spacewatch                        |
| 256533               | 2007 FY26              | 20 mars 2007          | Spacewatch                        |
| 256534               | 2007 FA36              | 26 mars 2007          | Spacewatch                        |
| 256535               | 2007 FV45              | 16 mars 2007          | Mt. Lemmon Survey                 |
| 256536               | 2007 GK4               | 11 avril 2007         | LUSS                              |
| (256537) Zahn        | 2007 GX4               | 10 avril 2007         | Christophe, B.                    |
| 256538               | 2007 GV9               | 11 avril 2007         | Spacewatch                        |
| 256539               | 2007 GV12              | 11 avril 2007         | Spacewatch                        |
| 256540               | 2007 GD15              | 11 avril 2007         | Mt. Lemmon Survey                 |
| 256541               | 2007 GA28              | 14 avril 2007         | CSS                               |
| 256542               | 2007 GG54              | 15 avril 2007         | Spacewatch                        |
| 256543               | 2007 GK61              | 15 avril 2007         | Spacewatch                        |
| 256544               | 2007 GX71              | 7 avril 2007          | Mauna Kea                         |
| 256545               | 2007 GO74              | 11 avril 2007         | Siding Spring Survey              |
| 256546               | 2007 HC5               | 17 avril 2007         | Astronomical Research Observatory |
| (256547) Davidesmith | 2007 HA15              | 22 avril 2007         | Skillman, D. R.                   |
| 256548               | 2007 HG70              | 19 avril 2007         | Spacewatch                        |
| 256549               | 2007 HO82              | 25 avril 2007         | Spacewatch                        |
| 256550               | 2007 LV14              | 11 juin 2007          | Balam, D. D.                      |
| 256551               | 2007 OM3               | 21 juillet 2007       | Hoenig, S. F., Teamo, N.          |
| 256552               | 2007 OU5               | 22 juillet 2007       | LUSS                              |
| 256553               | 2007 PT4               | 8 août 2007           | Astronomical Research Observatory |
| 256554               | 2007 RG179             | 10 septembre 2007     | Mt. Lemmon Survey                 |
| 256555               | 2007 RU221             | 14 septembre 2007     | Mt. Lemmon Survey                 |
| 256556               | 2007 RD237             | 14 septembre 2007     | Spacewatch                        |
| 256557               | 2007 RX239             | 14 septembre 2007     | CSS                               |
| 256558               | 2007 RQ245             | 11 septembre 2007     | Spacewatch                        |
| 256559               | 2007 RR270             | 15 septembre 2007     | Mt. Lemmon Survey                 |
| 256560               | 2007 RU271             | 15 septembre 2007     | Mt. Lemmon Survey                 |
| 256561               | 2007 RR280             | 13 septembre 2007     | CSS                               |
| 256562               | 2007 RS283             | 2 septembre 2007      | CSS                               |
| 256563               | 2007 RZ285             | 15 septembre 2007     | Mt. Lemmon Survey                 |
| 256564               | 2007 RJ290             | 10 septembre 2007     | Mt. Lemmon Survey                 |
| 256565               | 2007 RC291             | 14 septembre 2007     | Mt. Lemmon Survey                 |
| 256566               | 2007 SH14              | 20 septembre 2007     | CSS                               |
| 256567               | 2007 TC2               | 4 octobre 2007        | Spacewatch                        |
| 256568               | 2007 TY7               | 7 octobre 2007        | Lowe, A.                          |
| 256569               | 2007 TC9               | 6 octobre 2007        | Bickel, W.                        |
| 256570               | 2007 TH16              | 7 octobre 2007        | Crni Vrh                          |
| 256571               | 2007 TK40              | 6 octobre 2007        | Spacewatch                        |
| 256572               | 2007 TE67              | 6 octobre 2007        | Endate, K.                        |
| 256573               | 2007 TP74              | 10 octobre 2007       | Ries, W.                          |
| 256574               | 2007 TV79              | 6 octobre 2007        | PMO NEO Survey Program            |
| 256575               | 2007 TP128             | 6 octobre 2007        | Spacewatch                        |
| 256576               | 2007 TJ154             | 9 octobre 2007        | LINEAR                            |
| 256577               | 2007 TB172             | 13 octobre 2007       | LINEAR                            |
| 256578               | 2007 TT183             | 9 octobre 2007        | PMO NEO Survey Program            |
| 256579               | 2007 TL232             | 8 octobre 2007        | Spacewatch                        |
| 256580               | 2007 TS232             | 8 octobre 2007        | Spacewatch                        |
| 256581               | 2007 TA233             | 8 octobre 2007        | Spacewatch                        |
| 256582               | 2007 TB236             | 9 octobre 2007        | Mt. Lemmon Survey                 |
| 256583               | 2007 TE262             | 10 octobre 2007       | Spacewatch                        |
| 256584               | 2007 TW330             | 11 octobre 2007       | Spacewatch                        |
| 256585               | 2007 TN383             | 14 octobre 2007       | Spacewatch                        |
| 256586               | 2007 TU392             | 15 octobre 2007       | CSS                               |
| 256587               | 2007 TG398             | 15 octobre 2007       | Mt. Lemmon Survey                 |
| 256588               | 2007 TL398             | 15 octobre 2007       | Spacewatch                        |
| 256589               | 2007 TS429             | 12 octobre 2007       | Spacewatch                        |
| 256590               | 2007 TM432             | 4 octobre 2007        | Spacewatch                        |
| 256591               | 2007 TN440             | 14 octobre 2007       | Mt. Lemmon Survey                 |
| 256592               | 2007 UT34              | 18 octobre 2007       | Spacewatch                        |
| 256593               | 2007 UY37              | 19 octobre 2007       | Spacewatch                        |
| 256594               | 2007 UV44              | 18 octobre 2007       | Mt. Lemmon Survey                 |
| 256595               | 2007 UN53              | 30 octobre 2007       | Spacewatch                        |
| 256596               | 2007 UR53              | 30 octobre 2007       | Spacewatch                        |
| 256597               | 2007 US53              | 30 octobre 2007       | Spacewatch                        |
| 256598               | 2007 UL63              | 30 octobre 2007       | Mt. Lemmon Survey                 |
| 256599               | 2007 UJ91              | 30 octobre 2007       | Mt. Lemmon Survey                 |
| 256600               | 2007 UK105             | 30 octobre 2007       | Spacewatch                        |

### 256601-256700
| Nom                | Désignation provisoire | Date de la découverte | Découvreur            |
| ------------------ | ---------------------- | --------------------- | --------------------- |
| 256601             | 2007 UO122             | 30 octobre 2007       | Spacewatch            |
| 256602             | 2007 VO1               | 2 novembre 2007       | Young, J. W.          |
| 256603             | 2007 VW30              | 2 novembre 2007       | Spacewatch            |
| 256604             | 2007 VB35              | 3 novembre 2007       | Spacewatch            |
| 256605             | 2007 VR43              | 1er novembre 2007     | Spacewatch            |
| 256606             | 2007 VZ49              | 1er novembre 2007     | Spacewatch            |
| 256607             | 2007 VW52              | 1er novembre 2007     | Spacewatch            |
| 256608             | 2007 VT66              | 2 novembre 2007       | Spacewatch            |
| 256609             | 2007 VB86              | 2 novembre 2007       | LINEAR                |
| 256610             | 2007 VN87              | 2 novembre 2007       | LINEAR                |
| 256611             | 2007 VZ89              | 4 novembre 2007       | LINEAR                |
| 256612             | 2007 VL97              | 1er novembre 2007     | Spacewatch            |
| 256613             | 2007 VE98              | 1er novembre 2007     | LUSS                  |
| 256614             | 2007 VY102             | 3 novembre 2007       | Spacewatch            |
| 256615             | 2007 VB114             | 3 novembre 2007       | Spacewatch            |
| 256616             | 2007 VA119             | 4 novembre 2007       | Spacewatch            |
| 256617             | 2007 VH155             | 5 novembre 2007       | Spacewatch            |
| 256618             | 2007 VG156             | 5 novembre 2007       | Spacewatch            |
| 256619             | 2007 VC157             | 5 novembre 2007       | Spacewatch            |
| 256620             | 2007 VD165             | 5 novembre 2007       | Spacewatch            |
| 256621             | 2007 VO183             | 8 novembre 2007       | Mt. Lemmon Survey     |
| 256622             | 2007 VP191             | 4 novembre 2007       | Mt. Lemmon Survey     |
| 256623             | 2007 VM192             | 4 novembre 2007       | Mt. Lemmon Survey     |
| 256624             | 2007 VB193             | 4 novembre 2007       | Mt. Lemmon Survey     |
| 256625             | 2007 VJ211             | 9 novembre 2007       | Spacewatch            |
| 256626             | 2007 VV221             | 12 novembre 2007      | Chante-Perdrix        |
| 256627             | 2007 VQ228             | 12 novembre 2007      | Mt. Lemmon Survey     |
| 256628             | 2007 VB232             | 7 novembre 2007       | Spacewatch            |
| 256629             | 2007 VC232             | 7 novembre 2007       | Spacewatch            |
| 256630             | 2007 VL234             | 9 novembre 2007       | Spacewatch            |
| 256631             | 2007 VX236             | 11 novembre 2007      | Mt. Lemmon Survey     |
| 256632             | 2007 VG241             | 11 novembre 2007      | Mt. Lemmon Survey     |
| 256633             | 2007 VH270             | 15 novembre 2007      | LINEAR                |
| 256634             | 2007 VK270             | 15 novembre 2007      | LINEAR                |
| 256635             | 2007 VA282             | 14 novembre 2007      | Spacewatch            |
| 256636             | 2007 VJ291             | 14 novembre 2007      | Spacewatch            |
| 256637             | 2007 VA306             | 7 novembre 2007       | Mt. Lemmon Survey     |
| 256638             | 2007 VR307             | 3 novembre 2007       | Mt. Lemmon Survey     |
| 256639             | 2007 VR312             | 2 novembre 2007       | Mt. Lemmon Survey     |
| 256640             | 2007 VR313             | 11 novembre 2007      | Mt. Lemmon Survey     |
| 256641             | 2007 VH316             | 3 novembre 2007       | Mt. Lemmon Survey     |
| 256642             | 2007 VN316             | 5 novembre 2007       | Mt. Lemmon Survey     |
| 256643             | 2007 VB321             | 4 novembre 2007       | Mt. Lemmon Survey     |
| 256644             | 2007 VM328             | 8 novembre 2007       | Spacewatch            |
| 256645             | 2007 VQ333             | 11 novembre 2007      | Mt. Lemmon Survey     |
| 256646             | 2007 WJ4               | 18 novembre 2007      | BATTeRS               |
| 256647             | 2007 WR7               | 18 novembre 2007      | LINEAR                |
| 256648             | 2007 WJ16              | 18 novembre 2007      | Mt. Lemmon Survey     |
| 256649             | 2007 WG39              | 19 novembre 2007      | Mt. Lemmon Survey     |
| 256650             | 2007 WO54              | 19 novembre 2007      | Mt. Lemmon Survey     |
| 256651             | 2007 WZ57              | 19 novembre 2007      | Mt. Lemmon Survey     |
| 256652             | 2007 WW59              | 19 novembre 2007      | Mt. Lemmon Survey     |
| 256653             | 2007 XM10              | 3 décembre 2007       | Hug, G.               |
| 256654             | 2007 XC15              | 5 décembre 2007       | BATTeRS               |
| 256655             | 2007 XV16              | 11 décembre 2007      | Birtwhistle, P.       |
| 256656             | 2007 XK17              | 6 décembre 2007       | LINEAR                |
| 256657             | 2007 XO20              | 13 décembre 2007      | OAM                   |
| 256658             | 2007 XG21              | 14 décembre 2007      | OAM                   |
| 256659             | 2007 XL21              | 10 décembre 2007      | LINEAR                |
| 256660             | 2007 XX21              | 10 décembre 2007      | LINEAR                |
| 256661             | 2007 XD22              | 10 décembre 2007      | LINEAR                |
| 256662             | 2007 XT26              | 14 décembre 2007      | Spacewatch            |
| 256663             | 2007 XT27              | 14 décembre 2007      | Mt. Lemmon Survey     |
| 256664             | 2007 XY27              | 14 décembre 2007      | Mt. Lemmon Survey     |
| 256665             | 2007 XX32              | 15 décembre 2007      | Spacewatch            |
| 256666             | 2007 XB33              | 15 décembre 2007      | Mt. Lemmon Survey     |
| 256667             | 2007 XD33              | 15 décembre 2007      | Spacewatch            |
| 256668             | 2007 XJ53              | 14 décembre 2007      | Mt. Lemmon Survey     |
| 256669             | 2007 XN53              | 14 décembre 2007      | Mt. Lemmon Survey     |
| 256670             | 2007 XT58              | 14 décembre 2007      | LINEAR                |
| 256671             | 2007 YW9               | 16 décembre 2007      | Mt. Lemmon Survey     |
| 256672             | 2007 YB15              | 16 décembre 2007      | LINEAR                |
| 256673             | 2007 YG15              | 16 décembre 2007      | Spacewatch            |
| 256674             | 2007 YQ16              | 16 décembre 2007      | Spacewatch            |
| 256675             | 2007 YE19              | 16 décembre 2007      | Spacewatch            |
| 256676             | 2007 YU24              | 18 décembre 2007      | Spacewatch            |
| 256677             | 2007 YT27              | 18 décembre 2007      | Spacewatch            |
| 256678             | 2007 YZ31              | 30 décembre 2007      | LINEAR                |
| 256679             | 2007 YD37              | 30 décembre 2007      | Mt. Lemmon Survey     |
| 256680             | 2007 YK42              | 30 décembre 2007      | CSS                   |
| 256681             | 2007 YQ44              | 30 décembre 2007      | Spacewatch            |
| 256682             | 2007 YT46              | 30 décembre 2007      | CSS                   |
| 256683             | 2007 YU46              | 30 décembre 2007      | Mt. Lemmon Survey     |
| 256684             | 2007 YD47              | 30 décembre 2007      | Mt. Lemmon Survey     |
| 256685             | 2007 YX51              | 30 décembre 2007      | Spacewatch            |
| 256686             | 2007 YZ54              | 31 décembre 2007      | CSS                   |
| 256687             | 2007 YV55              | 31 décembre 2007      | Mt. Lemmon Survey     |
| 256688             | 2007 YF63              | 31 décembre 2007      | Mt. Lemmon Survey     |
| 256689             | 2007 YS64              | 18 décembre 2007      | Mt. Lemmon Survey     |
| 256690             | 2007 YO66              | 30 décembre 2007      | Spacewatch            |
| 256691             | 2007 YS66              | 30 décembre 2007      | Mt. Lemmon Survey     |
| 256692             | 2007 YL68              | 31 décembre 2007      | Mt. Lemmon Survey     |
| 256693             | 2007 YH74              | 31 décembre 2007      | CSS                   |
| 256694             | 2007 YK74              | 31 décembre 2007      | Mt. Lemmon Survey     |
| 256695             | 2007 YQ74              | 18 décembre 2007      | Mt. Lemmon Survey     |
| 256696             | 2008 AS1               | 7 janvier 2008        | Apitzsch, R.          |
| (256697) Nahapetov | 2008 AZ1               | 6 janvier 2008        | Kryachko, T. V.       |
| (256698) Zhuzhixin | 2008 AX2               | 7 janvier 2008        | LUSS                  |
| (256699) Poudai    | 2008 AZ2               | 7 janvier 2008        | Ye, Q.-Z., Lin, H.-C. |
| 256700             | 2008 AG3               | 8 janvier 2008        | Kugel, F.             |

### 256701-256800
| Nom               | Désignation provisoire | Date de la découverte | Découvreur        |
| ----------------- | ---------------------- | --------------------- | ----------------- |
| 256701            | 2008 AA4               | 8 janvier 2008        | Kugel, F.         |
| 256702            | 2008 AJ4               | 7 janvier 2008        | LUSS              |
| 256703            | 2008 AJ7               | 10 janvier 2008       | Spacewatch        |
| 256704            | 2008 AA10              | 10 janvier 2008       | Mt. Lemmon Survey |
| 256705            | 2008 AR10              | 10 janvier 2008       | Mt. Lemmon Survey |
| 256706            | 2008 AT20              | 10 janvier 2008       | Mt. Lemmon Survey |
| 256707            | 2008 AU21              | 10 janvier 2008       | Mt. Lemmon Survey |
| 256708            | 2008 AA28              | 10 janvier 2008       | Mt. Lemmon Survey |
| 256709            | 2008 AX33              | 9 janvier 2008        | LUSS              |
| 256710            | 2008 AD35              | 10 janvier 2008       | Spacewatch        |
| 256711            | 2008 AD37              | 10 janvier 2008       | Spacewatch        |
| 256712            | 2008 AB43              | 10 janvier 2008       | Mt. Lemmon Survey |
| 256713            | 2008 AZ43              | 10 janvier 2008       | Spacewatch        |
| 256714            | 2008 AO44              | 10 janvier 2008       | Spacewatch        |
| 256715            | 2008 AF47              | 11 janvier 2008       | Spacewatch        |
| 256716            | 2008 AV51              | 11 janvier 2008       | Spacewatch        |
| 256717            | 2008 AA57              | 11 janvier 2008       | Spacewatch        |
| 256718            | 2008 AB57              | 11 janvier 2008       | Spacewatch        |
| 256719            | 2008 AJ63              | 11 janvier 2008       | Mt. Lemmon Survey |
| 256720            | 2008 AC65              | 11 janvier 2008       | Mt. Lemmon Survey |
| 256721            | 2008 AH66              | 11 janvier 2008       | Spacewatch        |
| 256722            | 2008 AX66              | 11 janvier 2008       | Spacewatch        |
| 256723            | 2008 AT73              | 10 janvier 2008       | Mt. Lemmon Survey |
| 256724            | 2008 AC76              | 11 janvier 2008       | Spacewatch        |
| 256725            | 2008 AQ93              | 14 janvier 2008       | Spacewatch        |
| 256726            | 2008 AK102             | 13 janvier 2008       | Mt. Lemmon Survey |
| 256727            | 2008 AC110             | 15 janvier 2008       | Spacewatch        |
| 256728            | 2008 AE110             | 15 janvier 2008       | Spacewatch        |
| 256729            | 2008 AW113             | 9 janvier 2008        | Mt. Lemmon Survey |
| 256730            | 2008 AG116             | 11 janvier 2008       | Mt. Lemmon Survey |
| 256731            | 2008 AN127             | 10 janvier 2008       | Spacewatch        |
| 256732            | 2008 AN129             | 12 janvier 2008       | CSS               |
| 256733            | 2008 AA135             | 10 janvier 2008       | Mt. Lemmon Survey |
| 256734            | 2008 AA137             | 14 janvier 2008       | Spacewatch        |
| 256735            | 2008 AD137             | 15 janvier 2008       | LINEAR            |
| 256736            | 2008 BK4               | 16 janvier 2008       | Spacewatch        |
| 256737            | 2008 BL9               | 16 janvier 2008       | Spacewatch        |
| 256738            | 2008 BT9               | 16 janvier 2008       | Spacewatch        |
| 256739            | 2008 BU15              | 28 janvier 2008       | LUSS              |
| 256740            | 2008 BL18              | 30 janvier 2008       | CSS               |
| 256741            | 2008 BK20              | 30 janvier 2008       | CSS               |
| 256742            | 2008 BJ21              | 30 janvier 2008       | Mt. Lemmon Survey |
| 256743            | 2008 BL22              | 31 janvier 2008       | Mt. Lemmon Survey |
| 256744            | 2008 BT22              | 31 janvier 2008       | Mt. Lemmon Survey |
| 256745            | 2008 BO23              | 31 janvier 2008       | Mt. Lemmon Survey |
| 256746            | 2008 BK24              | 30 janvier 2008       | Spacewatch        |
| 256747            | 2008 BD29              | 30 janvier 2008       | Mt. Lemmon Survey |
| 256748            | 2008 BX29              | 30 janvier 2008       | CSS               |
| 256749            | 2008 BZ29              | 30 janvier 2008       | CSS               |
| 256750            | 2008 BD30              | 30 janvier 2008       | CSS               |
| 256751            | 2008 BD32              | 30 janvier 2008       | Mt. Lemmon Survey |
| 256752            | 2008 BG32              | 30 janvier 2008       | CSS               |
| 256753            | 2008 BF34              | 30 janvier 2008       | CSS               |
| 256754            | 2008 BH34              | 30 janvier 2008       | Mt. Lemmon Survey |
| 256755            | 2008 BZ34              | 30 janvier 2008       | Mt. Lemmon Survey |
| 256756            | 2008 BT35              | 30 janvier 2008       | Spacewatch        |
| 256757            | 2008 BN37              | 31 janvier 2008       | CSS               |
| 256758            | 2008 BU37              | 31 janvier 2008       | CSS               |
| 256759            | 2008 BP38              | 31 janvier 2008       | Mt. Lemmon Survey |
| 256760            | 2008 BA39              | 31 janvier 2008       | Mt. Lemmon Survey |
| 256761            | 2008 BB40              | 30 janvier 2008       | CSS               |
| 256762            | 2008 BY42              | 28 janvier 2008       | OAM               |
| 256763            | 2008 BB46              | 30 janvier 2008       | Mt. Lemmon Survey |
| 256764            | 2008 BN46              | 30 janvier 2008       | Mt. Lemmon Survey |
| 256765            | 2008 BY46              | 30 janvier 2008       | Mt. Lemmon Survey |
| 256766            | 2008 BJ47              | 20 janvier 2008       | Mt. Lemmon Survey |
| 256767            | 2008 BT47              | 30 janvier 2008       | Mt. Lemmon Survey |
| 256768            | 2008 BU47              | 30 janvier 2008       | Mt. Lemmon Survey |
| 256769            | 2008 BM48              | 20 janvier 2008       | Mt. Lemmon Survey |
| 256770            | 2008 BP50              | 30 janvier 2008       | Mt. Lemmon Survey |
| 256771            | 2008 BD51              | 20 janvier 2008       | Mt. Lemmon Survey |
| 256772            | 2008 BG51              | 16 janvier 2008       | LINEAR            |
| 256773            | 2008 CP1               | 2 février 2008        | Endate, K.        |
| 256774            | 2008 CV1               | 3 février 2008        | BATTeRS           |
| 256775            | 2008 CM4               | 2 février 2008        | Mt. Lemmon Survey |
| 256776            | 2008 CF5               | 4 février 2008        | Pauwels, T.       |
| 256777            | 2008 CF7               | 1er février 2008      | Spacewatch        |
| 256778            | 2008 CT10              | 3 février 2008        | CSS               |
| 256779            | 2008 CP11              | 3 février 2008        | Spacewatch        |
| 256780            | 2008 CN14              | 3 février 2008        | Spacewatch        |
| 256781            | 2008 CS15              | 3 février 2008        | Spacewatch        |
| 256782            | 2008 CR16              | 3 février 2008        | Spacewatch        |
| 256783            | 2008 CD18              | 3 février 2008        | Spacewatch        |
| 256784            | 2008 CZ18              | 3 février 2008        | Spacewatch        |
| 256785            | 2008 CG19              | 3 février 2008        | Spacewatch        |
| 256786            | 2008 CN19              | 6 février 2008        | CSS               |
| 256787            | 2008 CK23              | 1er février 2008      | Spacewatch        |
| 256788            | 2008 CF43              | 2 février 2008        | Spacewatch        |
| 256789            | 2008 CY45              | 2 février 2008        | CSS               |
| 256790            | 2008 CC47              | 3 février 2008        | Spacewatch        |
| 256791            | 2008 CO48              | 3 février 2008        | Spacewatch        |
| 256792            | 2008 CD49              | 6 février 2008        | CSS               |
| 256793            | 2008 CX50              | 6 février 2008        | Spacewatch        |
| 256794            | 2008 CM65              | 8 février 2008        | Spacewatch        |
| (256795) Suzyzahn | 2008 CS68              | 7 février 2008        | Christophe, B.    |
| (256796) Almanzor | 2008 CN69              | 8 février 2008        | Lacruz, J.        |
| (256797) Benbow   | 2008 CA70              | 9 février 2008        | Lacruz, J.        |
| 256798            | 2008 CQ71              | 7 février 2008        | CSS               |
| 256799            | 2008 CT71              | 7 février 2008        | CSS               |
| 256800            | 2008 CG76              | 3 février 2008        | Spacewatch        |

### 256801-256900
| Nom              | Désignation provisoire | Date de la découverte | Découvreur             |
| ---------------- | ---------------------- | --------------------- | ---------------------- |
| 256801           | 2008 CJ83              | 7 février 2008        | Spacewatch             |
| 256802           | 2008 CU83              | 7 février 2008        | Spacewatch             |
| 256803           | 2008 CO85              | 7 février 2008        | Spacewatch             |
| 256804           | 2008 CE87              | 7 février 2008        | Mt. Lemmon Survey      |
| 256805           | 2008 CL92              | 8 février 2008        | Spacewatch             |
| 256806           | 2008 CR92              | 8 février 2008        | Spacewatch             |
| 256807           | 2008 CS92              | 8 février 2008        | Spacewatch             |
| 256808           | 2008 CV92              | 8 février 2008        | Spacewatch             |
| 256809           | 2008 CD108             | 9 février 2008        | Mt. Lemmon Survey      |
| 256810           | 2008 CZ109             | 9 février 2008        | Spacewatch             |
| 256811           | 2008 CA111             | 10 février 2008       | Spacewatch             |
| 256812           | 2008 CU114             | 10 février 2008       | Mt. Lemmon Survey      |
| (256813) Marburg | 2008 CW116             | 11 février 2008       | Schwab, E., Kling, R.  |
| 256814           | 2008 CT118             | 11 février 2008       | Healy, D.              |
| 256815           | 2008 CQ120             | 6 février 2008        | CSS                    |
| 256816           | 2008 CV120             | 6 février 2008        | LONEOS                 |
| 256817           | 2008 CB121             | 6 février 2008        | PMO NEO Survey Program |
| 256818           | 2008 CG123             | 7 février 2008        | Mt. Lemmon Survey      |
| 256819           | 2008 CH132             | 8 février 2008        | Spacewatch             |
| 256820           | 2008 CQ135             | 8 février 2008        | Mt. Lemmon Survey      |
| 256821           | 2008 CV135             | 8 février 2008        | Spacewatch             |
| 256822           | 2008 CL136             | 8 février 2008        | Mt. Lemmon Survey      |
| 256823           | 2008 CA141             | 8 février 2008        | Spacewatch             |
| 256824           | 2008 CH141             | 8 février 2008        | Spacewatch             |
| 256825           | 2008 CN141             | 8 février 2008        | Spacewatch             |
| 256826           | 2008 CU142             | 8 février 2008        | Spacewatch             |
| 256827           | 2008 CJ143             | 8 février 2008        | Spacewatch             |
| 256828           | 2008 CA144             | 8 février 2008        | Spacewatch             |
| 256829           | 2008 CN144             | 9 février 2008        | Spacewatch             |
| 256830           | 2008 CK145             | 9 février 2008        | Spacewatch             |
| 256831           | 2008 CM147             | 9 février 2008        | Spacewatch             |
| 256832           | 2008 CJ149             | 9 février 2008        | Spacewatch             |
| 256833           | 2008 CV149             | 9 février 2008        | Spacewatch             |
| 256834           | 2008 CV156             | 9 février 2008        | Spacewatch             |
| 256835           | 2008 CX156             | 9 février 2008        | Spacewatch             |
| 256836           | 2008 CF157             | 9 février 2008        | Spacewatch             |
| 256837           | 2008 CL157             | 9 février 2008        | CSS                    |
| 256838           | 2008 CB158             | 9 février 2008        | CSS                    |
| 256839           | 2008 CN158             | 9 février 2008        | CSS                    |
| 256840           | 2008 CQ158             | 9 février 2008        | Spacewatch             |
| 256841           | 2008 CR158             | 9 février 2008        | Spacewatch             |
| 256842           | 2008 CU160             | 9 février 2008        | Spacewatch             |
| 256843           | 2008 CH162             | 10 février 2008       | CSS                    |
| 256844           | 2008 CR163             | 10 février 2008       | CSS                    |
| 256845           | 2008 CW168             | 12 février 2008       | Mt. Lemmon Survey      |
| 256846           | 2008 CT169             | 12 février 2008       | Mt. Lemmon Survey      |
| 256847           | 2008 CL175             | 6 février 2008        | LINEAR                 |
| 256848           | 2008 CD176             | 6 février 2008        | LINEAR                 |
| 256849           | 2008 CA180             | 8 février 2008        | CSS                    |
| 256850           | 2008 CW180             | 9 février 2008        | CSS                    |
| 256851           | 2008 CV182             | 11 février 2008       | Mt. Lemmon Survey      |
| 256852           | 2008 CB195             | 13 février 2008       | Mt. Lemmon Survey      |
| 256853           | 2008 CA196             | 1er février 2008      | Spacewatch             |
| 256854           | 2008 CM197             | 8 février 2008        | Mt. Lemmon Survey      |
| 256855           | 2008 CA198             | 10 février 2008       | Mt. Lemmon Survey      |
| 256856           | 2008 CD198             | 11 février 2008       | Mt. Lemmon Survey      |
| 256857           | 2008 CX198             | 13 février 2008       | Spacewatch             |
| 256858           | 2008 CY201             | 10 février 2008       | Mt. Lemmon Survey      |
| 256859           | 2008 CD205             | 9 février 2008        | Mt. Lemmon Survey      |
| 256860           | 2008 CU206             | 10 février 2008       | Spacewatch             |
| 256861           | 2008 CM214             | 11 février 2008       | Mt. Lemmon Survey      |
| 256862           | 2008 CR215             | 13 février 2008       | Mt. Lemmon Survey      |
| 256863           | 2008 CT215             | 13 février 2008       | Mt. Lemmon Survey      |
| 256864           | 2008 DK                | 24 février 2008       | Tozzi, F.              |
| 256865           | 2008 DA1               | 24 février 2008       | Spacewatch             |
| 256866           | 2008 DM1               | 24 février 2008       | Spacewatch             |
| 256867           | 2008 DP3               | 24 février 2008       | Spacewatch             |
| 256868           | 2008 DU7               | 24 février 2008       | Mt. Lemmon Survey      |
| 256869           | 2008 DF11              | 26 février 2008       | Spacewatch             |
| 256870           | 2008 DX11              | 26 février 2008       | Spacewatch             |
| 256871           | 2008 DN13              | 26 février 2008       | Mt. Lemmon Survey      |
| 256872           | 2008 DB15              | 26 février 2008       | Mt. Lemmon Survey      |
| 256873           | 2008 DM16              | 27 février 2008       | Spacewatch             |
| 256874           | 2008 DD17              | 28 février 2008       | Calvin College         |
| 256875           | 2008 DR19              | 27 février 2008       | Mt. Lemmon Survey      |
| 256876           | 2008 DE22              | 28 février 2008       | Mt. Lemmon Survey      |
| 256877           | 2008 DW24              | 28 février 2008       | Mt. Lemmon Survey      |
| 256878           | 2008 DC31              | 27 février 2008       | Spacewatch             |
| 256879           | 2008 DU32              | 27 février 2008       | Spacewatch             |
| 256880           | 2008 DE33              | 27 février 2008       | Spacewatch             |
| 256881           | 2008 DK34              | 27 février 2008       | Spacewatch             |
| 256882           | 2008 DR34              | 27 février 2008       | Spacewatch             |
| 256883           | 2008 DF37              | 27 février 2008       | Mt. Lemmon Survey      |
| 256884           | 2008 DN37              | 27 février 2008       | Spacewatch             |
| 256885           | 2008 DO37              | 27 février 2008       | Mt. Lemmon Survey      |
| 256886           | 2008 DQ37              | 27 février 2008       | Mt. Lemmon Survey      |
| 256887           | 2008 DN38              | 27 février 2008       | Spacewatch             |
| 256888           | 2008 DS38              | 27 février 2008       | Spacewatch             |
| 256889           | 2008 DV38              | 27 février 2008       | Mt. Lemmon Survey      |
| 256890           | 2008 DT40              | 27 février 2008       | Spacewatch             |
| 256891           | 2008 DU40              | 27 février 2008       | Spacewatch             |
| (256892) Wutayou | 2008 DW40              | 27 février 2008       | Lin, C.-S., Ye, Q.-z.  |
| 256893           | 2008 DM43              | 28 février 2008       | Mt. Lemmon Survey      |
| 256894           | 2008 DR43              | 28 février 2008       | CSS                    |
| 256895           | 2008 DC44              | 28 février 2008       | Mt. Lemmon Survey      |
| 256896           | 2008 DC47              | 28 février 2008       | Spacewatch             |
| 256897           | 2008 DN47              | 28 février 2008       | Spacewatch             |
| 256898           | 2008 DZ51              | 29 février 2008       | Spacewatch             |
| 256899           | 2008 DB52              | 29 février 2008       | Spacewatch             |
| 256900           | 2008 DP53              | 29 février 2008       | Mt. Lemmon Survey      |

### 256901-257000
| Nom    | Désignation provisoire | Date de la découverte | Découvreur        |
| ------ | ---------------------- | --------------------- | ----------------- |
| 256901 | 2008 DW53              | 29 février 2008       | Spacewatch        |
| 256902 | 2008 DO55              | 26 février 2008       | Mt. Lemmon Survey |
| 256903 | 2008 DF56              | 29 février 2008       | Spacewatch        |
| 256904 | 2008 DY63              | 28 février 2008       | Mt. Lemmon Survey |
| 256905 | 2008 DW66              | 29 février 2008       | Spacewatch        |
| 256906 | 2008 DR68              | 29 février 2008       | Spacewatch        |
| 256907 | 2008 DM71              | 24 février 2008       | Mt. Lemmon Survey |
| 256908 | 2008 DW72              | 26 février 2008       | Mt. Lemmon Survey |
| 256909 | 2008 DT81              | 27 février 2008       | Spacewatch        |
| 256910 | 2008 DW82              | 28 février 2008       | Mt. Lemmon Survey |
| 256911 | 2008 DL83              | 29 février 2008       | Spacewatch        |
| 256912 | 2008 DP83              | 29 février 2008       | Spacewatch        |
| 256913 | 2008 DV84              | 18 février 2008       | Mt. Lemmon Survey |
| 256914 | 2008 DO86              | 29 février 2008       | Spacewatch        |
| 256915 | 2008 EA2               | 1er mars 2008         | Spacewatch        |
| 256916 | 2008 EC2               | 1er mars 2008         | Spacewatch        |
| 256917 | 2008 EJ5               | 1er mars 2008         | LONEOS            |
| 256918 | 2008 EA6               | 1er mars 2008         | Spacewatch        |
| 256919 | 2008 EX6               | 3 mars 2008           | Kugel, F.         |
| 256920 | 2008 EH7               | 5 mars 2008           | Mt. Lemmon Survey |
| 256921 | 2008 EV7               | 1er mars 2008         | OAM               |
| 256922 | 2008 ET11              | 1er mars 2008         | Spacewatch        |
| 256923 | 2008 EC13              | 1er mars 2008         | Spacewatch        |
| 256924 | 2008 EF13              | 1er mars 2008         | Spacewatch        |
| 256925 | 2008 EH15              | 1er mars 2008         | Spacewatch        |
| 256926 | 2008 EJ16              | 1er mars 2008         | Spacewatch        |
| 256927 | 2008 EU21              | 2 mars 2008           | Spacewatch        |
| 256928 | 2008 EW21              | 2 mars 2008           | Spacewatch        |
| 256929 | 2008 EO23              | 3 mars 2008           | CSS               |
| 256930 | 2008 EY26              | 4 mars 2008           | Spacewatch        |
| 256931 | 2008 ER28              | 4 mars 2008           | Mt. Lemmon Survey |
| 256932 | 2008 EC29              | 4 mars 2008           | Mt. Lemmon Survey |
| 256933 | 2008 EE29              | 4 mars 2008           | Mt. Lemmon Survey |
| 256934 | 2008 EK32              | 8 mars 2008           | Tozzi, F.         |
| 256935 | 2008 EG34              | 2 mars 2008           | Spacewatch        |
| 256936 | 2008 EZ37              | 4 mars 2008           | Spacewatch        |
| 256937 | 2008 EG38              | 4 mars 2008           | Spacewatch        |
| 256938 | 2008 EH39              | 4 mars 2008           | Spacewatch        |
| 256939 | 2008 EA40              | 4 mars 2008           | Spacewatch        |
| 256940 | 2008 EW40              | 4 mars 2008           | Spacewatch        |
| 256941 | 2008 EJ42              | 4 mars 2008           | Spacewatch        |
| 256942 | 2008 EM42              | 4 mars 2008           | Spacewatch        |
| 256943 | 2008 EG46              | 5 mars 2008           | Spacewatch        |
| 256944 | 2008 EZ47              | 5 mars 2008           | Spacewatch        |
| 256945 | 2008 ED48              | 5 mars 2008           | Spacewatch        |
| 256946 | 2008 EJ48              | 5 mars 2008           | Spacewatch        |
| 256947 | 2008 EQ49              | 6 mars 2008           | Spacewatch        |
| 256948 | 2008 ED51              | 6 mars 2008           | Spacewatch        |
| 256949 | 2008 ED59              | 8 mars 2008           | Mt. Lemmon Survey |
| 256950 | 2008 EZ59              | 8 mars 2008           | CSS               |
| 256951 | 2008 EF68              | 9 mars 2008           | Stevens, B. L.    |
| 256952 | 2008 EM69              | 5 mars 2008           | Mt. Lemmon Survey |
| 256953 | 2008 EH72              | 6 mars 2008           | Mt. Lemmon Survey |
| 256954 | 2008 EV72              | 6 mars 2008           | Mt. Lemmon Survey |
| 256955 | 2008 ER75              | 7 mars 2008           | Spacewatch        |
| 256956 | 2008 ES75              | 7 mars 2008           | Spacewatch        |
| 256957 | 2008 EA76              | 7 mars 2008           | Spacewatch        |
| 256958 | 2008 EM76              | 7 mars 2008           | Spacewatch        |
| 256959 | 2008 ER77              | 7 mars 2008           | Spacewatch        |
| 256960 | 2008 EL82              | 8 mars 2008           | LINEAR            |
| 256961 | 2008 EA83              | 8 mars 2008           | LINEAR            |
| 256962 | 2008 EW83              | 8 mars 2008           | CSS               |
| 256963 | 2008 ES84              | 13 mars 2008          | Tozzi, F.         |
| 256964 | 2008 EV86              | 7 mars 2008           | Spacewatch        |
| 256965 | 2008 EL87              | 8 mars 2008           | CSS               |
| 256966 | 2008 EP89              | 9 mars 2008           | LINEAR            |
| 256967 | 2008 EV89              | 10 mars 2008          | Nyukasa           |
| 256968 | 2008 EL90              | 6 mars 2008           | Spacewatch        |
| 256969 | 2008 EA95              | 5 mars 2008           | Mt. Lemmon Survey |
| 256970 | 2008 ET97              | 11 mars 2008          | Mt. Lemmon Survey |
| 256971 | 2008 ET98              | 3 mars 2008           | CSS               |
| 256972 | 2008 EJ101             | 5 mars 2008           | Mt. Lemmon Survey |
| 256973 | 2008 EQ104             | 6 mars 2008           | Spacewatch        |
| 256974 | 2008 ET107             | 7 mars 2008           | Mt. Lemmon Survey |
| 256975 | 2008 EE113             | 8 mars 2008           | Spacewatch        |
| 256976 | 2008 EM114             | 8 mars 2008           | Spacewatch        |
| 256977 | 2008 ES119             | 9 mars 2008           | Spacewatch        |
| 256978 | 2008 EC120             | 9 mars 2008           | Spacewatch        |
| 256979 | 2008 EN121             | 9 mars 2008           | Spacewatch        |
| 256980 | 2008 EV121             | 9 mars 2008           | Spacewatch        |
| 256981 | 2008 EA122             | 9 mars 2008           | Spacewatch        |
| 256982 | 2008 EW122             | 9 mars 2008           | Spacewatch        |
| 256983 | 2008 EJ127             | 10 mars 2008          | Spacewatch        |
| 256984 | 2008 EL127             | 10 mars 2008          | CSS               |
| 256985 | 2008 EW128             | 11 mars 2008          | Spacewatch        |
| 256986 | 2008 EL129             | 11 mars 2008          | Spacewatch        |
| 256987 | 2008 EL132             | 11 mars 2008          | CSS               |
| 256988 | 2008 EM133             | 11 mars 2008          | Mt. Lemmon Survey |
| 256989 | 2008 EM137             | 11 mars 2008          | Spacewatch        |
| 256990 | 2008 ET137             | 11 mars 2008          | Spacewatch        |
| 256991 | 2008 ES139             | 11 mars 2008          | CSS               |
| 256992 | 2008 EC140             | 12 mars 2008          | Spacewatch        |
| 256993 | 2008 EM142             | 12 mars 2008          | Mt. Lemmon Survey |
| 256994 | 2008 EB143             | 13 mars 2008          | CSS               |
| 256995 | 2008 EJ147             | 1er mars 2008         | Spacewatch        |
| 256996 | 2008 ED148             | 1er mars 2008         | Spacewatch        |
| 256997 | 2008 EF148             | 1er mars 2008         | Spacewatch        |
| 256998 | 2008 EJ149             | 4 mars 2008           | Spacewatch        |
| 256999 | 2008 EC150             | 7 mars 2008           | CSS               |
| 257000 | 2008 EF150             | 9 mars 2008           | Spacewatch        |

## Sources
- (en) Base de données du Centre des planètes mineures